# Denis Bertolini
Denis Bertolini (Rovereto, 13 december 1977) is een Italiaans voormalig professioneel wielrenner. Hij reed voor Phonak Hearing Systems, Acqua e Sapone en Serramenti PVC Diquigiovanni.
Zijn neven Alessandro en Thomas Bertolini zijn ook profwielrenners en hij reed bij Serramenti PVC Diquigiovanni een seizoen met hen samen.

## Belangrijkste overwinningen
2001
- Wegwedstrijd op de Middellandse Zeespelen

2004
- 2e etappe Omloop van Lotharingen
- 6e etappe Omloop van Lotharingen
- 2e etappe Vredeskoers

## Resultaten in voornaamste wedstrijden
| Jaar | Milaan-San Remo |
| ---- | --------------- |
| 2003 | 127e            |

Bayarri · 
Bergmann · 
Bertolini ·
Beuchat · 
Bourquenoud · 
Buxhofer · 
Camaño · 
Camenzind · 
Charrière · 
Derepas · 
Domínguez ·
Elmiger · 
Fertonani ·   
Fragniere · 
Gougot · 
Grabsch · 
Griggio · 
Kupfernagel ·
Moos · 
Oesaw · 
Pereiro · 
Reihs · 
Salmon · 
Schnider · 
Strazzer · 
Teutenberg ·
Zumsteg ·
Joho (stagiair) · 
Rast (stagiair) 
Aebersold · 
Albasini · 
Bayarri · 
Bergmann (tot 31/01) · 
Bertolini ·
Beuchat · 
Camaño · 
Camenzind · 
Dessel · 
Domínguez ·
Elmiger · 
Fertonani ·   
Gougot · 
Grabsch · 
Kupfernagel ·
Martinez · 
Moos · 
Oesaw · 
Pereiro · 
Pérez ·
Rast ·
Salmon · 
Schnider · 
Strazzer · 
Zülle · 
Tschopp (stagiair) · 
Urweider (stagiair) 